# Justizanstalt Linz

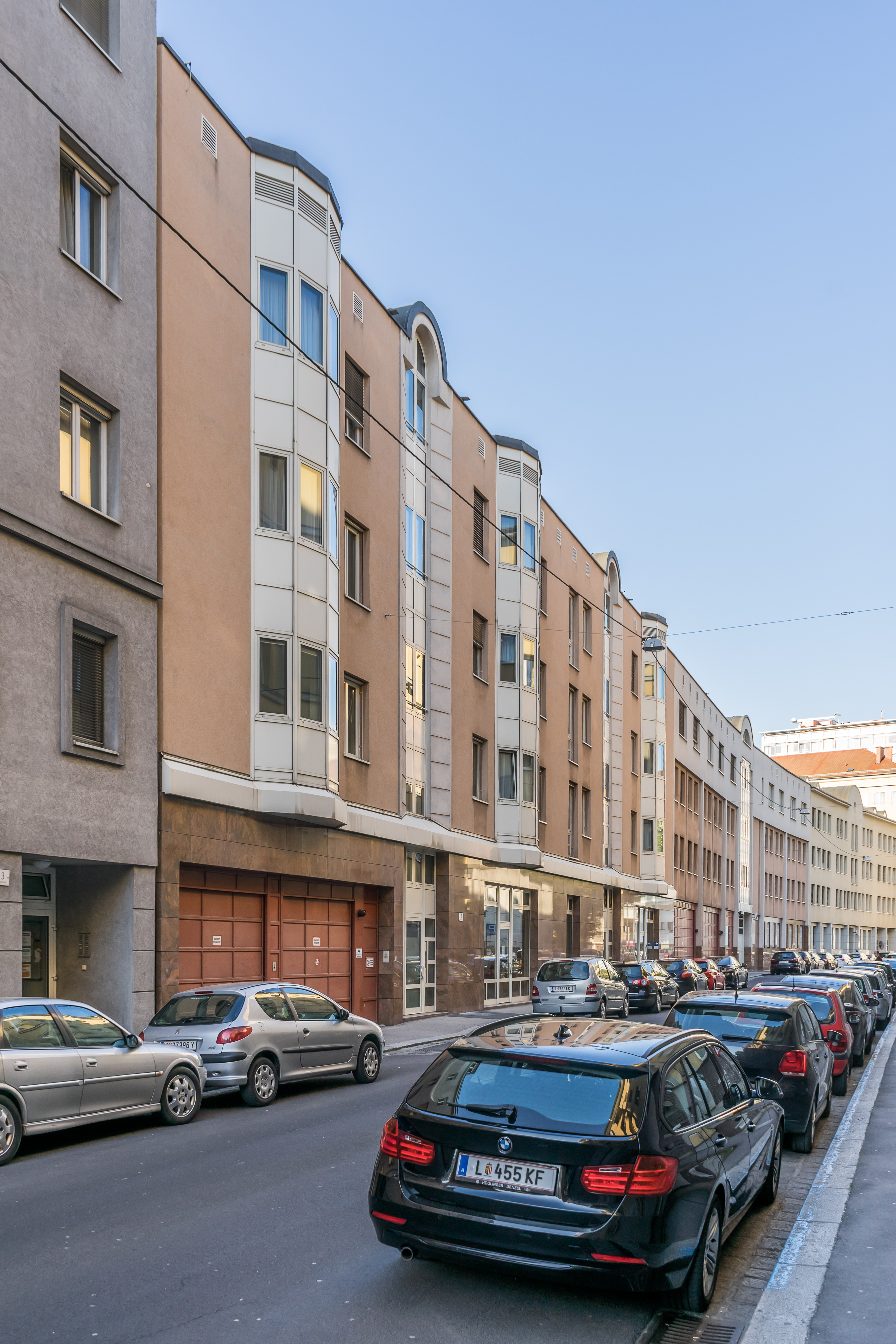
Die Justizanstalt Linz in der Pochestraße

Die Justizanstalt Linz ist ein landesgerichtliches Gefangenenhaus in der oberösterreichischen Landeshauptstadt Linz. Das Gefängnis ist organisatorisch dem Landesgericht Linz zugehörig.
In der Justizanstalt in der Pochestraße in Linz können 224 Gefangene untergebracht werden. Am 30. August 2007 waren die damals 373 Gesamthaftplätze (inkl. der mittlerweile eigenständigen Außenstelle Asten) mit 365 Häftlingen belegt. Dies entspricht einer Auslastung der Anstalt von 97,86 %. Konzipiert wurden die Haftplätze für die Anhaltung von männlichen und weiblichen Untersuchungshäftlingen aus dem Gerichtssprengel des Landesgerichts Linz sowie weiblichen Untersuchungshaftgefangenen des Landesgerichts Steyr (in der Außenstelle Steyr der Justizanstalt Garsten werden ausschließlich männliche Gefangene aufgenommen). Weiters können Haftstrafen bis zu einer Dauer von 18 Monaten, Ersatzfreiheitsstrafen für Verwaltungsdelikte und Finanzstrafhaften in der Justizanstalt Linz vollzogen werden. Errichtet wurde die Anstalt in den Jahren 1861–1864 als damals modernstes Gefangenenhaus der österreichisch-ungarischen Monarchie.

## Ehemalige Außenstellen in Asten
Im Jahr 1963 wurde das ehemalige Aussiedlerlager in der Marktgemeinde Asten zugekauft und der Justizanstalt als Außenstelle angeschlossen. Ab dem Frühjahr 2010 wurde parallel dazu am selben Standort eine organisatorisch eigenständige Außenstelle als Forensisches Zentrum Asten, ein Zentrum für forensische Psychiatrie im Strafvollzug, geführt. In diesem werden bereits behandelte, nicht zurechnungsfähige geistig abnorme Rechtsbrecher im Zuge der Langzeitrehabilitation untergebracht. Mit 1. Jänner 2019 wurden die beiden Außenstellen organisatorisch zusammengeführt und in eine eigenständige Justizanstalt umgewandelt, die nun die Bezeichnung Justizanstalt Asten trägt und nicht mehr der Justizanstalt Linz organisatorisch zugehörig ist.